# Ivorá
Ivorá es un municipio brasileño del estado de Río Grande del Sur.
Se encuentra ubicado a una latitud de 29º31'13" Sur y una longitud de 53º34'50" Oeste, estando a una altitud de 120 metros sobre el nivel del mar. Su población estimada para el año 2004 era de 2.460 habitantes.
Ocupa una superficie de 131,77 km².
- Datos: Q1757439
- Multimedia: Ivorá / Q1757439